# Vianor (Ivanov)
Vianor (světským jménem: Pavel Nikolajevič Ivanov; * 11. listopadu 1972, Novosibirsk) je ruský duchovní Ruské pravoslavné církve a biskup oralský a atyrauský.

## Život
Narodil se 11. listopadu 1972 v Novosibirsku.
Roku 1979 odešel s rodinou do Kazachstánu, kde roku 1988 v Almaty dokončil střední školu č. 101.
V letech 1988–1992 studoval na Almatské technické škole.
Dne 21. dubna 1992 jej arcibiskup almatský a semipalatinský Alexij (Kutěpov) rukopoložil na diákona chrámu svatého Eliáše v Žarkentu a o dva dny později na jereje stejného chrámu. V letech 1993–1996 studoval na Moskevském duchovním semináři.
Od podzimu roku 1993 začal sloužit věřícím v autonomní oblasti Sin-ťiang.
Dne 22. července 1995 byl arcibiskupem Alexijem postřižen na monacha a přijal mnišské jméno Vianor na počest svatého mučedníka Vianora Pisidijského.
Roku 1999 byl jmenován blagočinným 5. okruhu Almaty.
Dne 26. dubna 2000 byl povýšen na igumena a od roku 2004 byl blagočinným Žarkentského okruhu.
V letech 2009–2010 studoval čínštinu na pedagogické univerzitě v Kuldže.
Dne 1. prosince 2012 začal působit v chrámu vesnice Chorgos na hranici s Čínou.
V letech 2013–2017 absolvoval studium na Moskevské duchovní akademii.
Dne 1. února 2020 byl jmenován představeným chrámu svatého archanděla Michaela v Kaskelenu.
Dne 24. srpna 2023 jej Svatý synod zvolil biskupem oralským a atyrauským. Dne 29. srpna 2023 byl v katedrálním chrámu v Almaty povýšen na archimandritu.
Dne 20. září 2023 byl v chrámu chrámu Krista Spasitele v Moskvě oficiálně jmenován biskupem a o den později zde proběhla jeho biskupská chirotonie. Světiteli byli patriarcha moskevský Kirill, metropolita astanský a kazachstánský Alexandr (Mogiljov), metropolita voskresenský Dionisij (Porubaj), arcibiskup usť-kamenogorský a semipalatinský Amfilochij (Bondarenko), biskup vidnovský Tichon (Nědosekin), biskup serpuchovský Roman (Gavrilov) a biskup zarajský Konstantin (Ostrovskij).